# 蘭日霍特

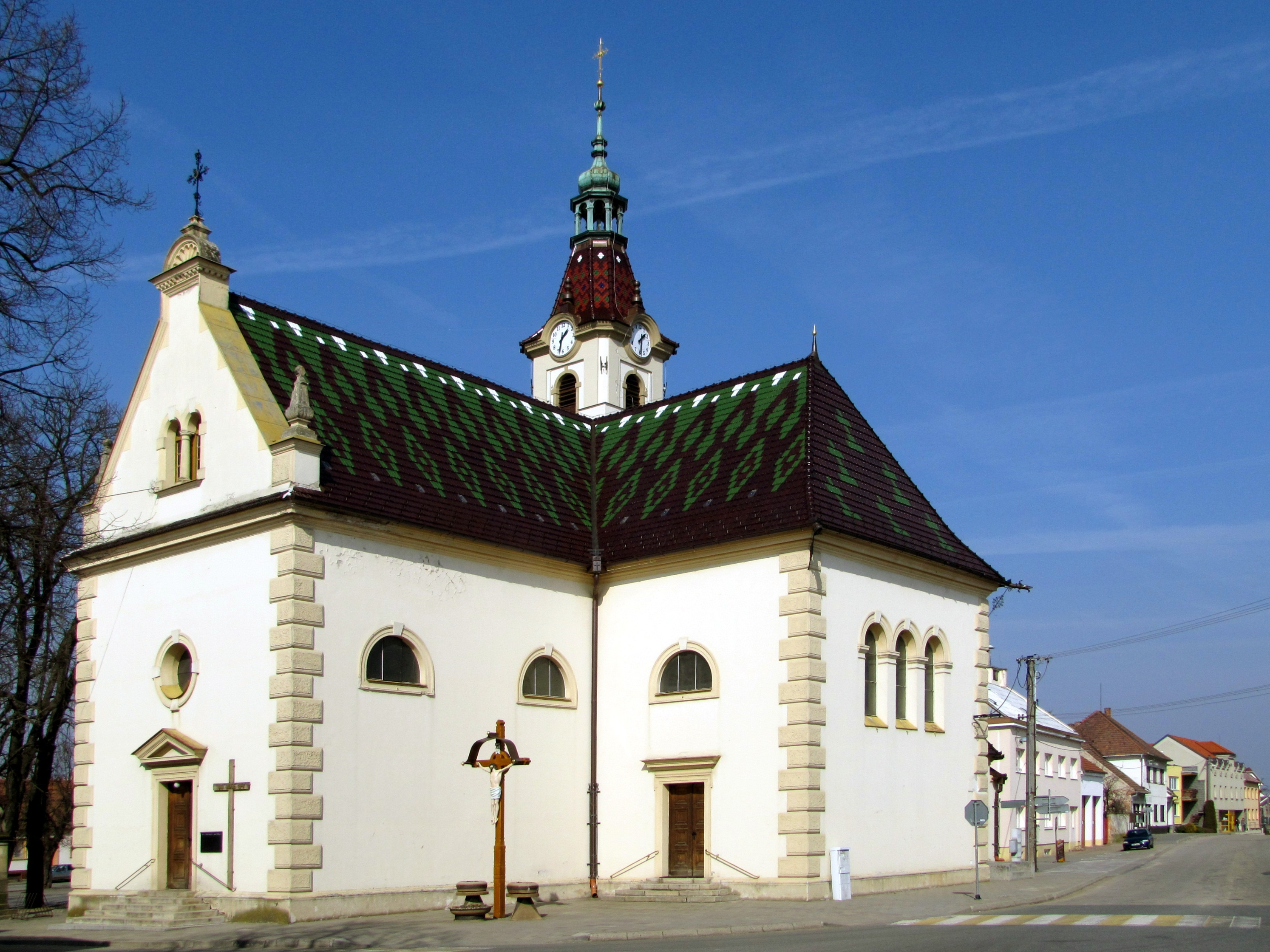

蘭日霍特是捷克的城鎮，位於該國東南部，距離布熱茨拉夫7公里，毗鄰與奧地利和斯洛伐克接壤的邊境，由南摩拉維亞州負責管轄，面積54.86平方公里，海拔高度164米，2012年人口3,757。

## 外部連結
- （捷克文） Official website